# Lars Binckebanck
Lars Binckebanck (* 11. Oktober 1969 in Marne) ist ein deutscher Wirtschaftswissenschaftler und Hochschullehrer.

## Biografie
Binckebanck ist in einer mittelständischen Unternehmerfamilie in Meldorf in Dithmarschen aufgewachsen. Nach dem Abitur an der Meldorfer Gelehrtenschule (MGS) und Wehrdienst in Faßberg und Heide begann er 1990 mit dem Studium der Betriebswirtschaftslehre an der Universität Lüneburg. Nach dem Vordiplom dort studierte er European Business Administration and Languages an der University of Central Lancashire und schloss 1993 als Bachelor of Arts (Honours Degree) ab. Zurück in Deutschland setzte er sein BWL-Studium an der Universität Kiel fort und absolvierte währenddessen mehrere Praktika, u. a. bei der GfK in Nürnberg (1994), bei der Deutschen Gesellschaft für Mittelstandsberatung (DGM, ehemaliges Joint Venture von Deutsche Bank und Roland Berger) in Hamburg (1995) und bei Thomas Cook in Bombay (1995).
Nach dem Abschluss als Diplom-Kaufmann 1996 arbeitete Binckebanck als Research Manager bei Icon Added Value (heute Kantar Added Value) in Nürnberg (1997–1999), als Team-Manager bei Klausmeier Marketing Consultants (KMC) in Meerbusch (1999–2001) und als Senior Berater bei Mercuri International in Meerbusch (2001–2006). Parallel zur Berufstätigkeit erwarb er an der University of Central Lancashire einen MBA Degree (1998) und promovierte ab 2003 an der Universität St. Gallen am Institut für Marketing bei Christian Belz. Die Dissertation „Interaktive Markenführung“ wurde 2006 angenommen. Von 2007 bis 2009 war er als Geschäftsführer beim Bauträger JK Wohnbau (heute Isaria Wohnbau AG) für die Bereiche Verkauf und Marketing verantwortlich. Unter seiner Leitung entstandene Konzepte wurden mit dem Marketing-Award der Immobilienwirtschaft 2007 und 2010 sowie mit dem Preis „Goldene Immo Idee 2009“ ausgezeichnet.
2009 übernahm Binckebanck an der Nordakademie – Hochschule der Wirtschaft in Elmshorn eine Professur für Allgemeine Betriebswirtschaftslehre, insb. Marketing & International Management. 2015 nahm er einen Ruf der Hochschule Furtwangen auf eine W3-Professur für International Marketing an. Von 2019 bis 2021 war Binckebanck Vorstandsmitglied in der Trägergesellschaft der Nordakademie Hochschule der Wirtschaft in Elmshorn und von 2023 bis 2025 Präsident der Hamburger Fern-Hochschule (HFH). Im Rahmen von Lehraufträgen war er u. a. an der Europa-FH Fresenius Köln, der HSBA Hamburg School of Business Administration, der Fachhochschule Westküste in Heide und der German Graduate School of Management and Law (GGS) in Heilbronn tätig.
Binckebanck ist verheiratet und Vater von drei Töchtern – er lebt mit seiner Familie in der nördlichen Metropolregion Hamburg.

## Veröffentlichungen (Auswahl)
Binckebanck ist Autor und Herausgeber mehrerer Bücher sowie Verfasser von mehr als 100 Fachaufsätzen. Seine Arbeitsschwerpunkte liegen in den Bereichen Verkaufsmanagement, Internationales Management, Markenführung, Industriegütermarketing und Immobilienvermarktung.
- L. Zahn, L. Binckebanck: KI im Vertrieb von Start-up-Unternehmen: Einsatzfelder und Beitrag zum Vertriebserfolg. Wiesbaden 2025
- L. Binckebanck, R. Elste, A. Haas (Hrsg.): Digitalisierung im Vertrieb: Strategien zum Einsatz neuer Technologien in Vertriebsorganisationen. 2. Auflage. Wiesbaden 2023.
- L. Binckebanck, A.-K. Hölter, A. Tiffert (Hrsg.): Führung von Vertriebsorganisationen. 2. Auflage. Wiesbaden 2020.
- L. Binckebanck, C. Belz (Hrsg.): Internationaler Vertrieb: Grundlagen, Konzepte und Best Practices für Erfolg im globalen Geschäft. Wiesbaden 2012.
- L. Binckebanck: Interaktive Markenführung – Der persönliche Verkauf als Instrument des Markenmanagements im B2B-Geschäft. Wiesbaden 2006.